# A dos Francos
A dos Francos é uma povoação portuguesa sede da Freguesia de A dos Francos do Município de Caldas da Rainha, na 
região Oeste , freguesia com 18,93 km² de área e 1632 habitantes (censo de 2021), tendo, por isso, uma densidade populacional de 86,2 hab./km².
A sede da freguesia, a povoação de A dos Francos, foi elevada à categoria de vila em 12 de Junho de 2009.

## Demografia
Nota: Nos censos de 1864 a 1890 pertencia ao concelho de Óbidos.
A população registada nos censos foi:
| Distribuição da População por Grupos Etários | Distribuição da População por Grupos Etários | Distribuição da População por Grupos Etários | Distribuição da População por Grupos Etários | Distribuição da População por Grupos Etários |
| -------------------------------------------- | -------------------------------------------- | -------------------------------------------- | -------------------------------------------- | -------------------------------------------- |
| Ano                                          | 0-14 Anos                                    | 15-24 Anos                                   | 25-64 Anos                                   | > 65 Anos                                    |
| 2001                                         | 259                                          | 235                                          | 885                                          | 418                                          |
| 2011                                         | 212                                          | 157                                          | 863                                          | 469                                          |
| 2021                                         | 193                                          | 152                                          | 740                                          | 547                                          |

## Património
- Estação da Malaposta do Casal dos Carreiros
- Igreja de São Silvestre de A dos Francos
- Capela de Nª Sr.ª da Conceição

## Entidades
- Sociedade Instrução Musical Cultura e Recreio A-dos-Francos
- Grupo Desportivo e Cultural de A-dos-Francos
- Associação cultural Recreativa e Desportiva de Stª. Helena
- Casa do Povo de A dos Francos